# Tommy Dewey
Tommy Dewey (Birmingham, 3 de Agosto de 1978) é um actor, produtor de televisão e argumentista norte-americano. Nascido no estado do Alabama, frequentou a Escola Secundária Mountain Brook e graduou na Escola Woodrow Wilson de Assuntos Públicos e Internacionais na Universidade de Princeton.
O seu primeiro papel na televisão foi na sitcom What I Like About You, estrelada por Amanda Bynes. O seu papel de destaque foi como a personagem Josh Daniels em The Mindy Project, um advogado que era um dos interesses amorosos da protagonista do seriado. Em 2015, começou a estrelar o elenco da série Casual, transmitida online pelo serviço Hulu.

## Trabalhos

### Cinema
| Ano  | Título             | Personagem     | Observações  |
| ---- | ------------------ | -------------- | ------------ |
| 2001 | Gym Short          | Steve          | Filme curto  |
| 2006 | I'm Reed Fish      | Rex            |              |
| 2006 | Fist in the Eye    | Scott          |              |
| 2007 | Unearthed          | Charlie        |              |
| 2007 | On the Doll        | Jesse          |              |
| 2009 | 17 Again           | Roger          |              |
| 2012 | The Babymakers     | Todd           |              |
| 2012 | Step Up Revolution | Trip           |              |
| 2014 | The Nobodies       | Irmão de Julie | Filme curto  |
| 2015 | The Escort         | JP             |              |
| 2018 | Book Club          |                | Pós-produção |
| 2018 | The Front Runner   | John Emerson   | Pós-produção |
| 2019 | Book Club          | Chris          |              |

### Televisão
| Ano           | Título                            | Personagem           | Observações                               |
| ------------- | --------------------------------- | -------------------- | ----------------------------------------- |
| 2004          | What I Like About You             | Greg                 | Episódio: "Lunar Eclipse of the Heart"    |
| 2004–05       | The Mountain                      | Michael Dowling      | 12 pisódios                               |
| 2006          | Cold Case                         | Nick Bartleby (1929) | Episódio: "Beautiful Little Fool"         |
| 2007          | Grey's Anatomy                    | Mike                 | Episódio: "Kung Fu Fighting"              |
| 2009          | Roommates                         | James                | 7 episódios                               |
| 2009          | Criminal Minds                    | Tommy Wheeler        | Episódio: "House on Fire"                 |
| 2010          | Mad Men                           | John Flory           | Episódio: "Chinese Wall"                  |
| 2011          | Better with You                   | Ron                  | Episódio: "Better with a Cat"             |
| 2011          | CSI: Miami                        | Grant Boyer          | Episódio: "Last Stand"                    |
| 2011          | Friends with Benefits             | Tim                  | Episódio: "The Deceivers"                 |
| 2011          | Starf*ckers                       | Palmer Jones         | Web-série; episódio: "Limo Ride"          |
| 2012          | Melissa & Joey                    | Donald               | Episódio: "Breaking Up Is Hard to Do"     |
| 2012–16       | The Mindy Project                 | Josh Daniels         | 11 episódios                              |
| 2012          | Happily Divorced                  | Rob                  | Episódio: "A Star Is Reborn"              |
| 2013          | Major Crimes                      | Lloyd Gibbs          | Episódio: "I, Witness"                    |
| 2013          | It's Always Sunny in Philadelphia | Harris Marder        | Episódio "Mac and Dennis Buy a Timeshare" |
| 2014          | Writers' Block                    | Tommy                | Web-série; episódio: "Sticky Situation"   |
| 2014          | Intelligence                      | Bryce Tyler          | Episódio: "Size Matters"                  |
| 2014          | Hot in Cleveland                  | Todd                 | Episódio: "Brokeback Elka"                |
| 2014          | Jennifer Falls                    | Ethan                | Episódio: "Pilot"                         |
| 2015–presente | Casual                            | Alex                 | Elenco principal                          |
| 2016          | Code Black                        | Dr. Mike Leighton    | 6 episódios                               |
| 2016          | Royal Pains                       | Win Reynolds         | Episódio: "Fly Me to Kowloon"             |
| 2017          | Great News                        | Trip                 | Episódio: "War Is Hell"                   |

### Produção
| Ano  | Título         | Observações  |
| ---- | -------------- | ------------ |
| 2010 | Sons of Tucson | 13 episódios |

### Guião
| Ano  | Título         | Observações  |
| ---- | -------------- | ------------ |
| 2010 | Sons of Tucson | 13 episódios |